# U.S. News & World Report
A U.S. News & World Report hírekkel, fogyasztóvédelmi tanácsadással, valamint rangsorokkal foglalkozó amerikai médiavállalat, amely 1948-ban jött létre az USA-beli hírekre szakosodott U.S. News, valamint a nemzetközi híreket közzétevő World Report egyesülésével. Weboldala 1995-ben indult, nyomtatott változata pedig a rangsorok kivételével 2010-ben megszűnt.
Felsőoktatási rangsoraik döntően befolyásolják az intézményekbe jelentkezők számát.

## Fordítás
- Ez a szócikk részben vagy egészben  az   U.S. News & World Report című angol Wikipédia-szócikk ezen változatának fordításán alapul.  Az eredeti cikk szerkesztőit annak laptörténete sorolja fel. Ez a jelzés csupán a megfogalmazás eredetét és a szerzői jogokat jelzi, nem szolgál a cikkben szereplő információk forrásmegjelöléseként.